# Trgovačko pravo
Lex mercatoria (lat. Lex marcatoria), često se naziva i pravo trgovaca, predstavlja deo privrednog prava koje su koristili trgovci širom Evrope tokom srednjeg veka. Zasniva se na sličnom engleskom opštem pravu kao sistem prilagođene i najbolje prakse, koje je realizovano kroz sistem trgovačkih sudova duž glavnih trgovinskih puteva. Funkcionisalo je kao međunarodno trgovinsko pravo. Zakon trgovaca isticao je ugovorne slobode i otuđivost imovine, istovremeno odbacujući pravne tehničke pojedinosti i odlučivanje o predmetima ex aequo et bono. Posebna karakteristika bila je oslanjanje trgovaca na pravni sistem koji su oni razvili i kojim su oni upravljali. Države ili lokalne vlasti su se retko mešale ili se nisu puno mešale u unutrašnju domaću trgovinu. Tržište pod lex marcatoria je cvetalo i države su uzimale veliku količinu poreza.
Poslednjih godina, nove teorije drugačije tumače ove srednjovekovne rasprave, smatrajući ga kao predlog za pravnu reformu ili dokument koji se koristi u instrukcijske svrhe. Ove teorije smatraju da se ova rasprava ne može opisati kao skup zakona koji su bili primenjivi u to vreme, već kao želju pravnika da poboljša i olakša sudske postupke između trgovaca. Tekst je sastavljen od 21 odeljka i aneksa. Odeljci opisuju proceduralna pitanja kao što su prisustvo svedoka i odnos između ovog zakona i opšteg zakona. Smatra se greškom da se on definiše kao sistem isključivo baziran na uobičajenoj praksi, kada postoje strukture i elementi iz postojećeg pravnog sistema, kao što su uredbe i koncepti u skladu sa Romano-kanoničkog procedurom.

## Istorija
Trgovačko pravo je prvobitno bio skup pravila i principa određenih od strane trgovaca kojima se reguliše njihovo poslovanje. Sastoji se od pravila i uobičajenih praksi za trgovce u Evropi, sa nekim lokalnim varijacijama. Proizašlo je iz potrebe za brzom i efektivnom jurisdikcijom, koju sprovode specijalizovani sudovi. Ideja vodilja trgovačkog prava je da treba da proizilazi iz komercijalne prakse, da odgovara na potrebe kupaca i da bude razumljiv i prihvatljiv trgovcima. Međunarodno trgovačko pravo danas duguje neke od osnovnih principa trgovačkom pravu. Tu spadaju izbor arbitražnih institucija, procedura, primenljivog zakona i arbitara, kao i ideja da treba da odražava običaje, upotrebu i dobru saradnju među strankama.
Roba i usluge su se slobodno kretale tokom primene srednjovekovnog trgovačkog prava, čime se stvorilo više bogatstva za sve uključene. Diskutabilno je i da li je zakon jednak po prirodi, bio spontan kao metoda rešavanja sporova, ili se podjednako primenjivao na sve koji su mu podređeni. Trgovačko pravo je takođe bilo način na koji su lokalnie zajednice zaštitile svoja tržišta. Lokalni kraljevi ili lordovi uvodili su poreze i postavljali trgovinska ograničenja. Godine 1303. Edvard I je izdao Carta Mercatoria, povelju stranim trgovcima u Engleskoj, koja im je garantovala slobodu trgovine, uz određenu zaštitu i izuzeće po zakonu. Iako je Edvard II opozvao tu povelju, zbog žalbi engleskih trgovaca, strani trgovci su zadržali većinu svojih prava u praksi, ali su se ona u velikoj meri razlikovala kako je vreme prolazilo, smenjivali se događaji i državne politike.

## Administracija
Trgovačko pravo je proisteklo iz običaja i praksi mеđu trgovcima i moglo sе primеnjivati prеko lokalnih sudova. Меđutim, trgovcima je trebalo da brzo rеšavaju svоје sporovе, nеkada za sat, sa najnižim troškovima i nајеfikasniji mogući način. Javni sudovi to nisu omogućavali. Suđеnје prеd sudovima odvojilo bi ih od posla, što bi značilo gublјеnје novca. Trgovačko pravo је obеzbеdilo brzu i еfеktivnu pravdu. To je omogućeno  kroz nеformalnе postupkе, sa libеralnim procеduralnim pravilima. Trgovačko pravo је donosilo proporcionalnе prеsudе u okviru trgovinskih sporova, u duhu "fеr cеnе", dobrе trgovinе i јеdnakosti.
Sudiје su biranе prеma tome koliko su dobro poznavali trgovinu i prema praktičnom znanju. Njihova rеputacija zasnivala sе na na tome koliko ih je javnost doživljavala kao poznavaoce trgovanja i njihovoj pravеdnosti. Postереno, profеsionalno pravosuđе razvilo sе prеko trgovačkih sudija. Меđutim, njihovе vеštinе i rеputacija i dalје će se oslanjati na praktična znanja o trgovačkoj praksi. Ovе karaktеristikе predstavljaju važnе mеrе za imеnovanје mеđunarodnih trgovinskih arbitara i dan danas.
Trgovačko pravo svоје porеklo duguје činјеnici da građanski zakon nedovoljno reaguje na svе vеćе zahtеvе trgovinе, kao i na činјеnicu da је trgovina u srеdnјеm vеku praktično bila u rukama onih koji sе mogu nazvati kosmopolitskim trgovcima , koji su žеlеli brzu i еfikasnu nadlеžnost. Sprovodilo se uglavnom u spеcijalnim sudovima, kao što su oni esnafski u Italiji, ili sudovi u Nеmačkoj i Francuskoj, ili kao u Englеskoj, u Stејpl ili Pajpaudеr sudovima.

## Pravni koncеpti
Trgovačko pravo је bilo sastavlјеno od takvih upotrеba i običaja koji su bili uobičајеni za privrеdnikе i trgovcе u svim dеlovima Evropе, malo sе razlikovalo na različitim lokalitеtima po posеbnim osobеnostima. Manје procеduralnih formalnosti značilo је bržu dispеnzaciju pravdе, naročito kada је rеč o dokumеntaciji i dokazima. Iz praktičnih potrеba, srеdnjovеkovno trgovačko pravo izazvalo је "obavеzno pisanје". Ovim, povеrioci su mogli slobodno prеnеti dugovanja na njih. "Obavеzno pisanје" svrglo је potrеbu za složеnijim oblicima dokaza, јеr је važilo kao dokaz duga, bеz dodatnih dokaza; prеnos duga; punomoćja; ili formalnu pogodba za prodaju. Trgovačko pravo је takođе ojačalo koncеpt partijskе autonomiје: bеz obzira na pravila trgovačkog prava, strankе su uvеk bilе slobodnе da biraju da li ćе pokrеnuti slučaj prеd sudom, kоје dokazе ćе prеdati i koji ćе sе zakon primеniti.

## Prijem
Zakon trgovaca je odbijen kao kosmopolitanski i međunarodni sistem trgovačke pravde do kraja srednjovekovnog vremena. Ovo je u velikoj meri rezultat usvajanja nacionalnih kodeksa trgovačkog prava. Takođe je bilo povezano sa sve većom modifikacijom lokalnih običaja radi zaštite interesa lokalnih trgovaca. Rezultat zamene trgovačkih zakonskih kodova sa nacionalno regulisanim kodeksima bio je gubitak autonomije trgovinskih tribunala od strane državnih sudova. Glavni razlog za ovaj razvoj bila je zaštita državnih interesa.
Nacionalizacija trgovačkog prava nije zanemarila praksu trgovaca ili njihovu prekograničnu trgovinu. Neke institucije su nastavile da funkcionišu, a državne sudije su bile postavljene za njihovu trgovačku ekspertizu, kao moderne trgovinske sudije za rešavanje sporova. Zakoni trgovaca nisu bili iskorenjeni, nego jednostavno kodirani. Nacionalni kodeksi su građeni na principima utvrđene komercijalnom trgovinskom praksom i u velikoj meri su odražavali značajna pravila trgovačkog prava. To je, na primer, bio slučaj u Francuskoj. Trgovački kodeks je publikovan 1807. godine, gde su pravila o trgovačkom pravu bila očuvana tako da regulišu formiranje, izvršavanje i raskid ugovora. Zapravo, nacionalna država je rekonstruisala trgovačko pravo po njenom ugledu.

## Razvoj opšteg prava
Engleski sudovi su primenjivali trgovačke običaje samo ako "sigurni" u njihovu prirodu , "u skladu sa zakonom" i "postoje od nezapamćenog vremena". Engleske sudije su takođe zahtevale da se trgočaki običaji dokažu pre nego što dospeju na sud . Ali čak još 1608. godine, vrhovni sudija Edvard Koke opisao je trgovačko pravo kao "deo običnog zakona", a Vilijam Blekston će se kasnije složiti.  Tradicija se nastavila naročito pod Lordom Mansfieldom, za koga se kaže da je otac engleskog trgovačkog prava. Pravila trgovačkog prava su održavana u životu putem pravičnosti i admiralskih sudova u pomorskim poslovima. U SAD-u, tradicije trgovačkih zakona su preovladale u opšte principe i doktrinama komercijalne pravne filozofije.
Istorija trgovačkog prava u Engleskoj je bila podljena na tri faze: prva pre vremena Koke, kada je to bila posebna vrsta zakona - u odnosu na opšti zakon - bila je izvršavana u specijalnim sudovima za posebnu klasu zajednice (tj. trgovine); druga faza je bila jedna od tranzicija, trgovačko pravo je izvršavano na sudovima za opšto zakonodavstvo, ali kao organ običaja, da se dokaže kao činjenica u svakom pojedinačnom slučaju sumnje; treća faza, koja se nastavila do današnjeg dana, datira iz perioda predsedništva nad kraljevom klupom Lorda Mensfilda, pod kojim se oblikovao u trgovačko pravo sadašnjice. Trgovačkom pravu moderno englesko pravo duguje osnovna načela u zakonu o partnerstvu, pregovaračkim instrumentima i trgovačkim ocenama.
Gospodin Džon Holt (Vrhovni sudija 1689-1707) i Lord Mansfield (Vrhovni sudija, 1756-1888) bili su vodeći zagovornici uključivanja trgovačkog prava u opšti zakon. Holt nije završio zadatak, verovatno iz sopstvenog konzervativizma (pogledati Klerk v Martin ) i zato je Lord Mansfield postao poznat kao "osnivač trgovačkog prava ove zemlje" (Velika Britanija).  Dok je sedeo u Gildhal-u, Lord Mansfield je stvorio,
telo suštinskog trgovačkog prava, logično, pravedno, moderno po karakteru i istovremeno u skladu sa principima opštog zakona. Bilo je to zbog genija Lorda Mensfilda da je usklađivanje komercijalnog običaja i opštog zakona sprovedeno sa skoro potpunim razumevanjem zahteva trgovačke zajednice i osnovnih principa starog zakona i da je ta zajednica ideje bila dokazano prihvaćena za obe strane i trgovce i advokate. — Statut trgovaca 1285 (11 Edv I i 13 Edv I) aka "Statut Acton Burnell"

## Međunardoni zakon trgovine i arbitraže
Zapovest rgovačkog prava je ponovo potvrđena u novom međunarodnom trgovačkom zakonu. Barijere nacionalne trgovine su srušene s ciljem da uvedu trgovinu. Novi trgovinski zakon je zasnovan na komercijalnoj praksi usmerenoj na efikasnost tržišta i privatizaciji. Rešenje sporova je takođe evoluiralo i funkcionalni metodi kao međunarodna komercijalna arbitraža je sada dostupna. Ovi razvoji su takođe privukli zainteresovanost empirijske sociologije zakona. Principi srednjovekovnog trgovačkog prava - efikasnost, partijska autonomija i izbor arbitratora – primenjuju se, a arbitratori često donose presude na osnovi mušterije. Novi trgovinski zakon obuhvata veliki deo međunarodnog trgovinskog zakona.

## Sadašnji i budući komercijalni (trgovinski) zakon
Zbirno, nacionalne države donekle dele srednjevekovno trgovačko pravo, ali to je daleko od uništenja. Lokalni interesi su trijumfovali u srednjevekovnom dobu, baš kao i nacionalni interesi danas. Moderna varijanta trgovačkog prava je razvijanje zakona i rešavanje sporova u sajber prostoru. Internet prodavci su najbrže rastući trgovci u istoriji. Stranke mogu rešiti sporove o domenima. U virtuelnom sudu dokumenti se podnose i pregledaju onlajn – retko su osporeni pred tradicionalnim sudovima. ICANN UDRP (i to je predlog Brze Suspenzije) i Nomiet DRS su primeri toga. Srednjovekovni, moderni i sajber prostor trgovinskih zakona su suočeni sa komparativnim problemima izvršavanja. Rešavanja problema su ponekad različita, ali reakcija tržišta je glavni podsticaj da se usaglasi sa rešenjem.
Na dalje, trgovačko pravo je ponekad korišćeno u međunarodnim sporovima između privrednih subjekata. Najčešće, o tim sporovima odlučuju arbitri kojima je ponekad dozvoljeno (eksplicitno implicitno) da primenjuju principe trgovačko prava. Stoga, neki pravni stručnjaci pretpostavljaju transnacionalne komercijalne zakone. Najraniji i konstantno unapređivan komplet pravila su Translex principi sakupljani i formulisani od strane Klausa Pitera Bergera (Kolonijski univerzitet) i njegovog Centra transnacionalnih zakona.
Ono što ostaje od propisa trgovačkog prava danas je kvalifikovana vera u samoregulaciju trgovaca i opiranje da predaju efikasnost trgovačke prakse kako bi se iskazalo ograničenje.

## Literatura
- JH Baker, 'The Law Merchant and the Common Law' (1979) 38 Cambridge Law Journal 295
- JS Rogers, The Early History of the Law of Bills and Notes (1995) chapter 1
- WH Hamilton, 'The Ancient Maxim Caveat Emptor' (1931) 50 Yale Law Journal 133, who shows that caveat emptor never had any place in Roman law, or civil law, or lex mercatoria and was probably a mistake when implemented into the common law.
- C Gross and H Hall (eds), Selden Society, Select Cases on the Law Merchant (1908–32)
- Basil, Bestor, Coquillette and Donahue, Lex Mercatoria and Legal Pluralism: A Late Thirteenth Century Treatise and Its Afterlife (1998)
- G Malynes, Consuetudo vel lex mercatoria (London, 1622)
- W Mitchell, The Early History of the Law Merchant (Cambridge, 1904)
- John William Smith, Mercantile Law (ed. Hart and Simey, 1905).
- Wyndham Beawes, Lex Mercatoria: Or, A Complete Code of Commercial Law, F. C. and J. (Rivington, 1813)

## Spoljašnje veze
- The Lex Mercatoria on-line Архивирано на веб-сајту  (19. јануар 2009)
- The 'Law Merchant' and the Fair Court of St. Ives, 1270–1324 by Stephen Edward Sachs
- Boudreaux on Law and Legislation Podcast on law vs. legislation, including modern applications of lex mercatoria and economic theory. EconTalk at Econlib
- Trans-Lex, a research and codification platform for transnational law / lex mercatoria
- Gesa Baron: Do the UNIDROIT Principles of International Commercial Contracts form a new lex mercatoria? Архивирано на веб-сајту  (13. април 2018)
- Bernard Audit: The Vienna Sales Convention and the Lex Mercatoria Архивирано на веб-сајту  (12. март 2018)
- CISG (text)
- History and current implications of Lex mercatoria